# Thomas Peckett Prest
Thomas Peckett (o Preskett) Prest (dates probables 1810-1859) va ser un escriptor, periodista i músic britànic. Va produir un gran nombre d'exemplars de penny dreadfuls. I se’l recorda com el co-creador (amb James Malcolm Rymer) de la ficció Sweeney Todd, el ‘barber endimoniat’ immortalitzat a la seva obra The String of Pearls, així com el coautor amb Rymer de Varney the Vampire. Va escriure sota pseudònims incloent Bos, una versió del propi pseudònim de Charles Dickens, Boz. Abans d'unir - se a la fàbrica editorial d'Edward Lloyd, Prest ja s'havia creat un nom com a músic i compositor amb talent.

## Estil

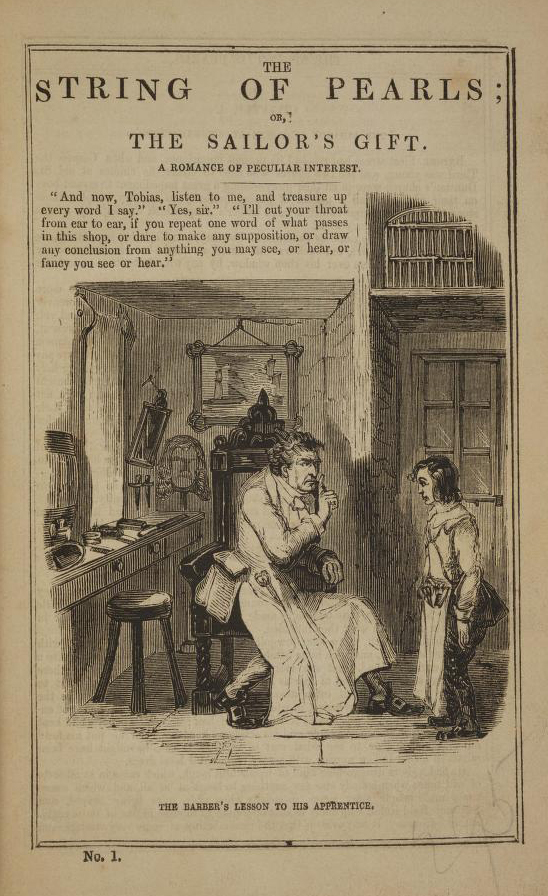
Una pàgina de llibre de Sweeney Todd.

Es va notar que Prest seguia un estil similar al de Dickens, sovint imitant directament el seu treball com ho va fer amb Oliver Twiss. També es va notar que el seu treball no tenia una narració tan forta ni una continuïtat al llarg de la seva història, poca descripció i molta acció per tal d'assegurar que la gent continués tornant setmana rere setmana i no s'avorrís. També es va notar que evitava els comentaris socials que Dickens tenia sovint com un element important del seu treball. És possible que també hagi agafat una idea del folklore francès, ja que s'ha observat que el personatge Sweeney Todd té similituds amb un conte popular francès en el moment de ser publicat.

## Pregunta d'autoria
Malauradament, les pràctiques comercials de Lloyd no permetien als autors posar el seu nom a la seva obra publicada, per això hi ha desacord sobre l'autoria de moltes obres publicades per la seva empresa. En particular, els autors de Varney the Vampire i The String of Pearls són molt debatuts. E.F. Bleiler ha argumentat que Rymer és probablement l'autor de Varney, a causa de les diferències en com va escriure els diàlegs en comparació amb Prest, com ho va fer Louis James, aquest últim citant un tros del manuscrit amb l'escriptura de Rymer.
La cadena de perles s'atribueix normalment a Prest o James Malcolm Rymer, però s'han suggerit altres contendents com George Mcfarren o Edward Lloyd. La primera afirmació que Prest era l'autor va arribar el 1894, seguida d'una resposta de 1901 que afirmava que Rymer era el veritable autor. Encara que històricament s'ha atribuït a Prest recentment s'han argumentat que Rymer hauria de ser considerat el veritable autor de The String of Pearls. S'acostuma a assenyalar que aquestes obres van ser escrites de manera cooperativa i, per tant, normalment es consideren tots dos coautors de la peça.